# Amy L. Fowler
Amy L Fowler var soldat i Frälsningsarméns kår i Brighton, England på 1800-talet. Där var hon också sångförfattare och tonsättare.

## Sånger
- Du är mig när var dag, var stund som flyr